# Soleil de Vergina
 (décembre 2014).
Si vous disposez d'ouvrages ou d'articles de référence ou si vous connaissez des sites web de qualité traitant du thème abordé ici, merci de compléter l'article en donnant les références utiles à sa vérifiabilité et en les liant à la section « Notes et références ».

Le soleil de Vergina

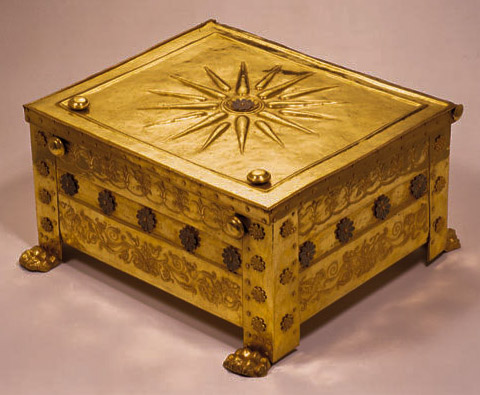
Larnax en or de la tombe de Philippe II de Macédoine représentant le soleil de Vergina

Le soleil de Vergina ou étoile de Vergina est un symbole découvert à Aigai (actuelle Vergina) en 1977 par l'archéologue grec Manólis Andrónikos dans une tombe royale macédonienne attribuée à Philippe II. Il s'agit d'une étoile ou d'un soleil stylisé, composé d'un rond entouré de seize rayons. On a trouvé une variante à douze rayons sur une autre urne funéraire, attribuée à la reine Olympias.

## Interprétations
Selon Manólis Andrónikos, il s'agirait d'un emblème des Argéades, la dynastie ayant régné sur le royaume de Macédoine entre le VIIe siècle av. J.-C. et le IVe siècle av. J.-C. Cette interprétation ne fait cependant pas l'unanimité dans la communauté scientifique, d'autres chercheurs mettant en avant l'utilisation fréquente de soleils ou d'étoiles stylisés à seize ou huit branches en Macédoine et dans le reste de la Grèce, sur des boucliers et des monnaies, sans rapport avec cette dynastie ni avec la Macédoine.

## Utilisations modernes
À partir des années 1980, son usage comme symbole de la Macédoine grecque s'est progressivement répandu. Il a ainsi figuré sur certaines pièces de monnaie grecques entre 1990 et 2001, et figure depuis dans des logos et des emblèmes militaires.
Ce symbole a déclenché une longue polémique lorsque la République de Macédoine (actuelle Macédoine du Nord), issue de la Yougoslavie, l'a fait figurer sur son drapeau en 1992. La Grèce accuse alors la république de Macédoine de vouloir accaparer l'héritage de la Macédoine antique et d'avoir des ambitions territoriales. En 1995, la République de Macédoine a finalement adopté un nouveau drapeau.
L'accord de Prespa (2018) entre la Grèce et la Macédoine du Nord stipule que cette dernière doit supprimer de chaque image à usage public le symbole du soleil de Vergina, reconnaissant ainsi à la Grèce le droit exclusif de l'utiliser.